# Riazań-WDW Riazań
Riazań-WDW Riazań (ros. Женский футбольный клуб «Рязань-ВДВ» Рязань, Żenskij Futbolnyj Kłub "Riazań-WDW" Riazań) – rosyjski kobiecy klub piłkarski z siedzibą w Riazaniu.

## Historia
Chronologia nazw:
- 1996: Marsel Riazań (ros. «Марсель» Рязань)
- 1997—1999: WDW Riazań (ros. «ВДВ» Рязань)
- 2000—2004: Riazań-TNK Riazań (ros. «Рязань-ТНК» Рязань)
- 2005—...: Riazań-WDW Riazań (ros. «Рязань-ВДВ» Рязань)

Kobieca drużyna piłkarska Marsel Riazań została założona w mieście Riazań w 1996. W 1996 klub debiutował w Pierwoj Lidze, w której zajął drugie miejsce i awansował do najwyższej ligi. W 1997 klub debiutował w Wysszej Lidze, w której zdobył brązowe medale. W 1998 zdobył pierwszy Puchar Rosji, a w 1999 pierwsze mistrzostwo. W sezonie 2004 klub przez problemy finansowe klub zrezygnował z występów w Wysszej Lidze. Po roku przerwy w 2005 powrócił do najwyższej ligi.

## Sukcesy
- Wysszaja Liga:

mistrz: 1999, 2000
3 miejsce: 1997, 1998, 2001, 2002
- Puchar Rosji:

zdobywca: 1998
finalista: 1997, 1999, 2001, 2002